# Roger Ferlet
Ne doit pas être confondu avec Roger Ferlet (astronome).

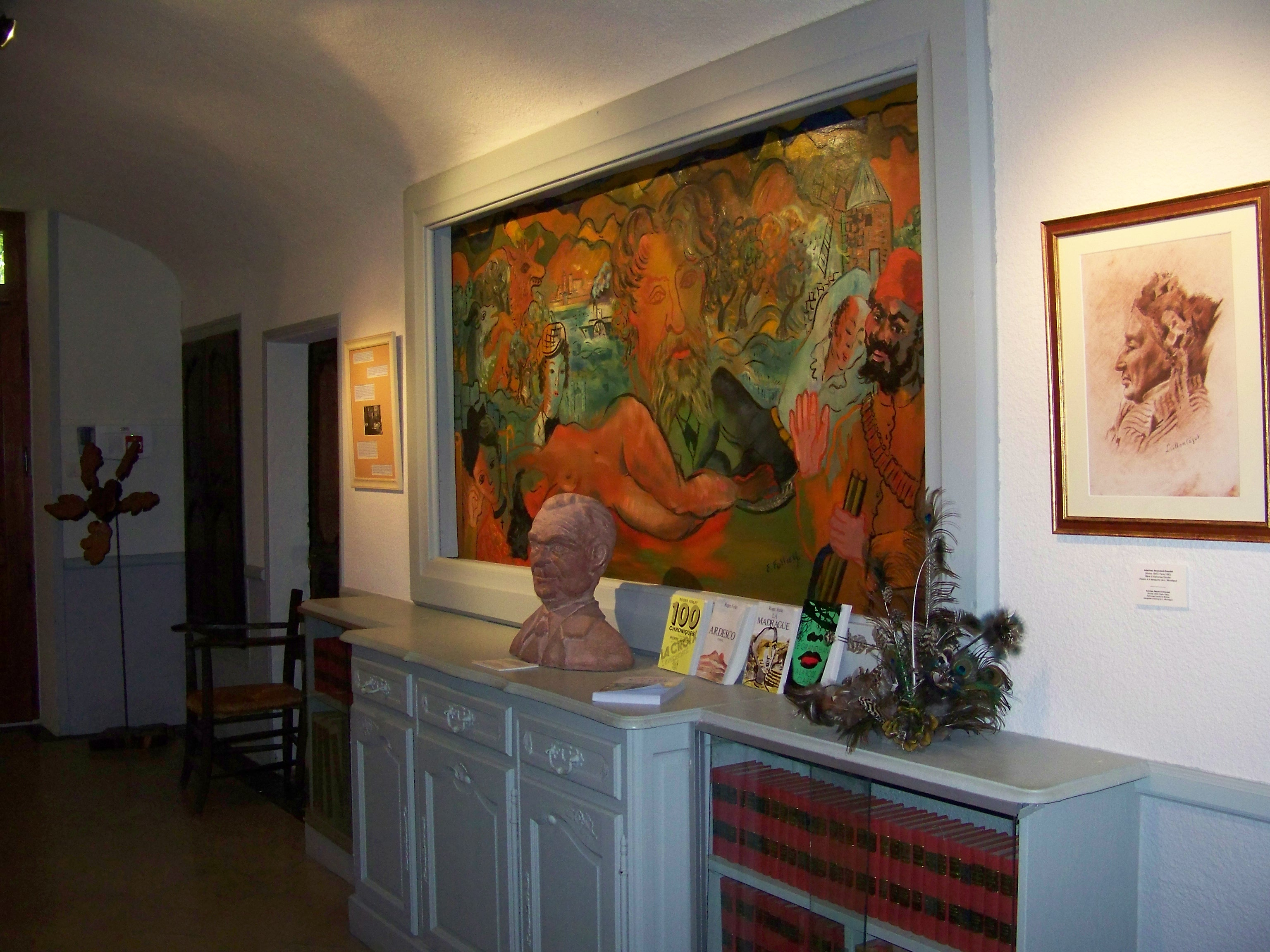
Hall d'entrée du logis de La Vignasse avec le buste de Roger Ferlet.

Roger Ferlet est un ingénieur, écrivain et journaliste français né à Lyon le 2 octobre 1903 et mort le 2 février 1983.
Ingénieur, il travaille à la SNCF et fonde La Vie du Rail, journal des cheminots.
Écrivain, une partie de son œuvre est consacrée à sa région d'origine, l'Ardèche. Homme de culture, il acquiert en 1936 le mas de la famille maternelle d'Alphonse Daudet à Saint-Alban-Auriolles et en fait un musée des traditions ardéchoises.

## Biographie
En 1936, il achète à la famille Reynaud, le mas de la Vignasse , dans la commune de Saint-Alban-Auriolles.
À partir des années 1950, il transforme son mas en musée, acquérant progressivement de nouveaux objets de collection relatifs à la vie d'une ferme au siècle précédent.

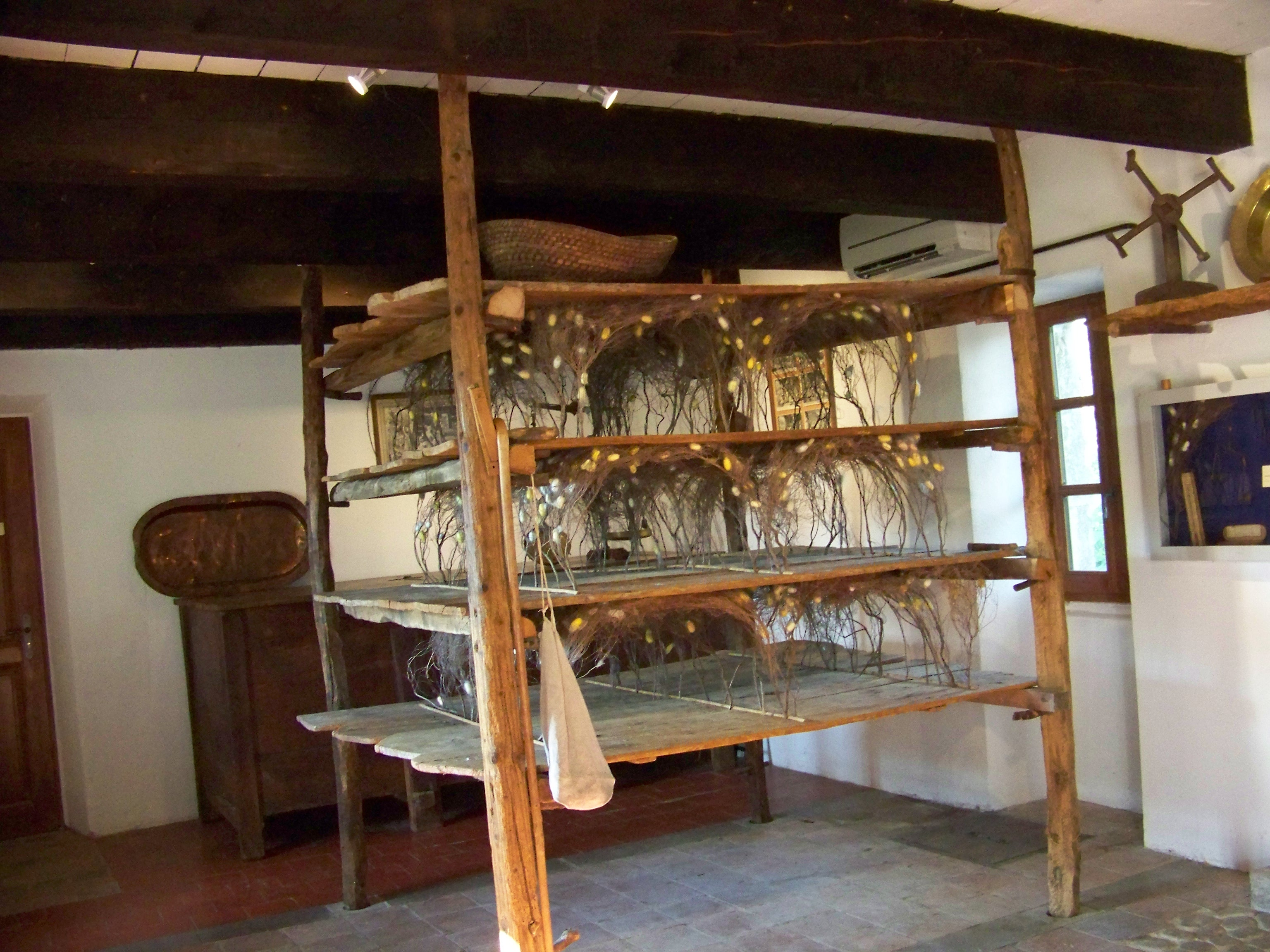
La magnanerie.
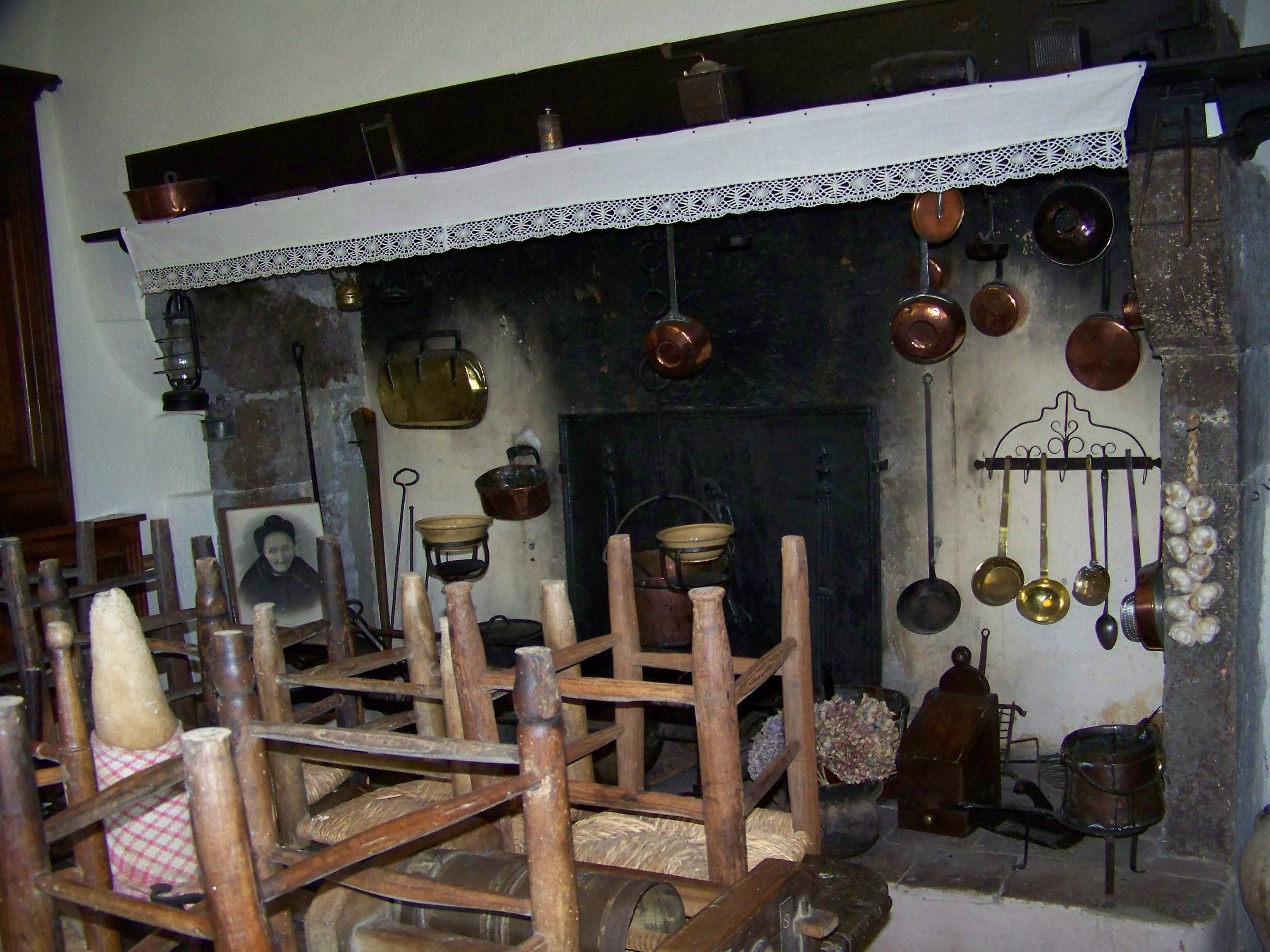
La cuisine.
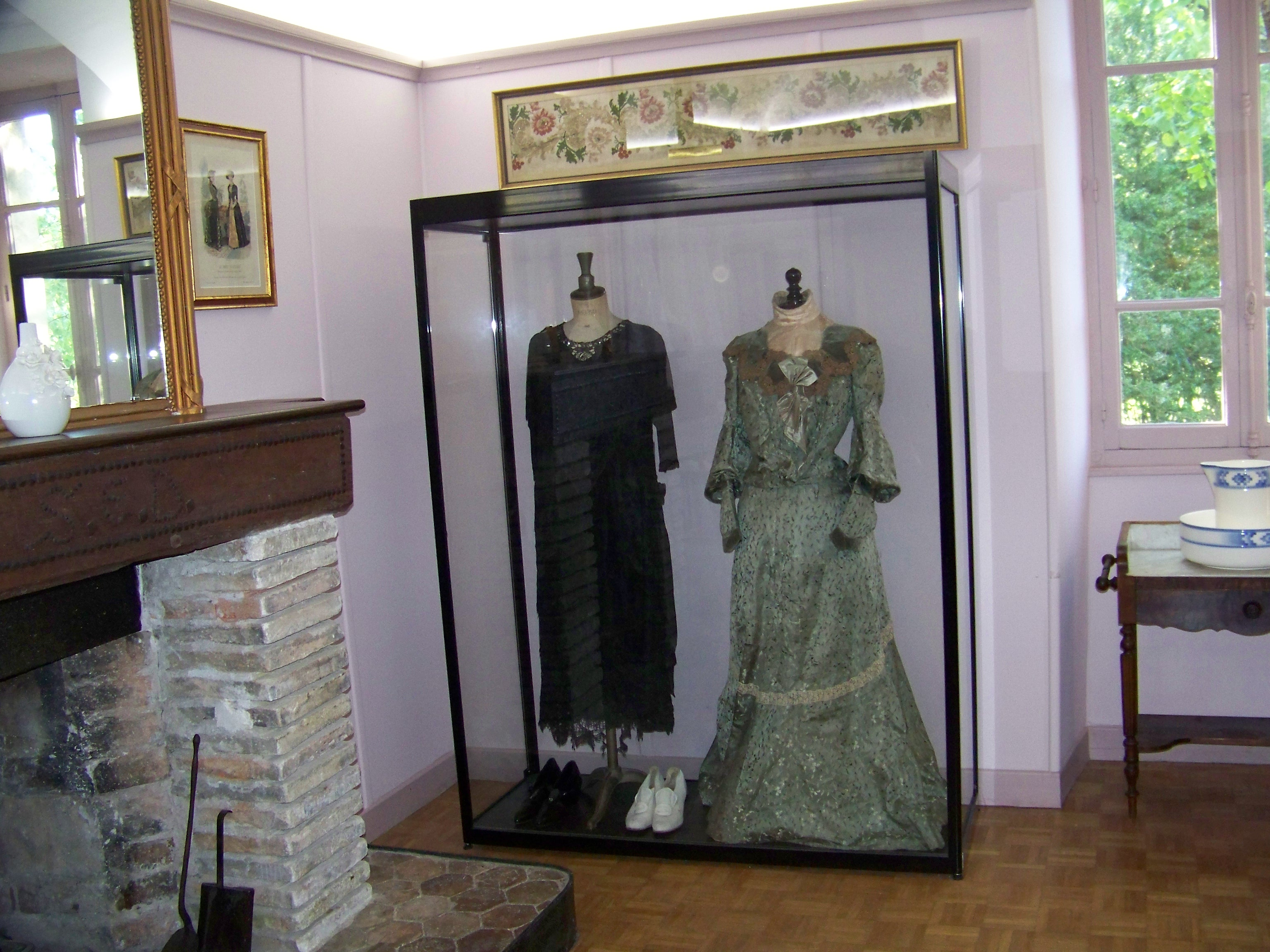
La chambre.
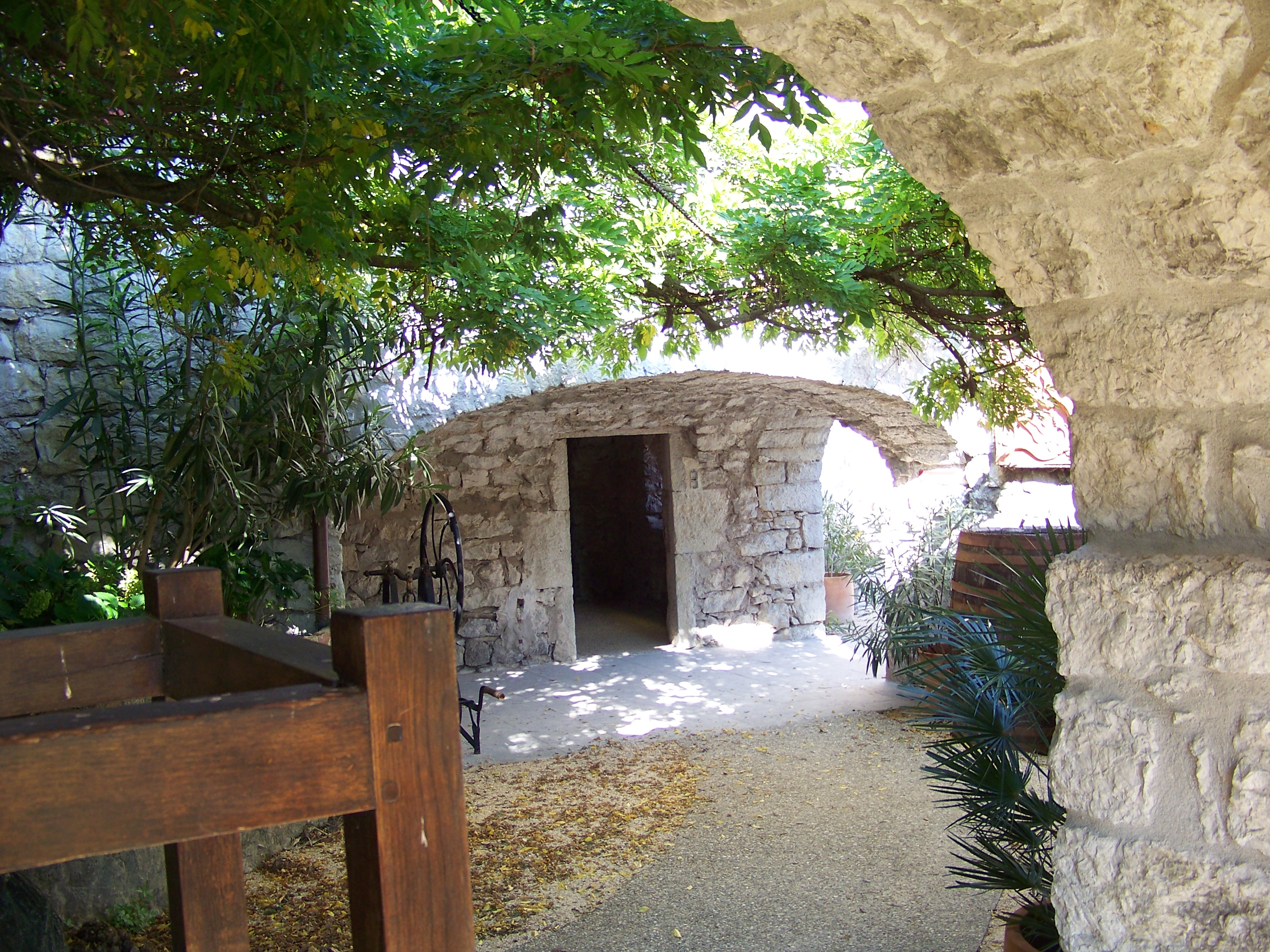
La cour.
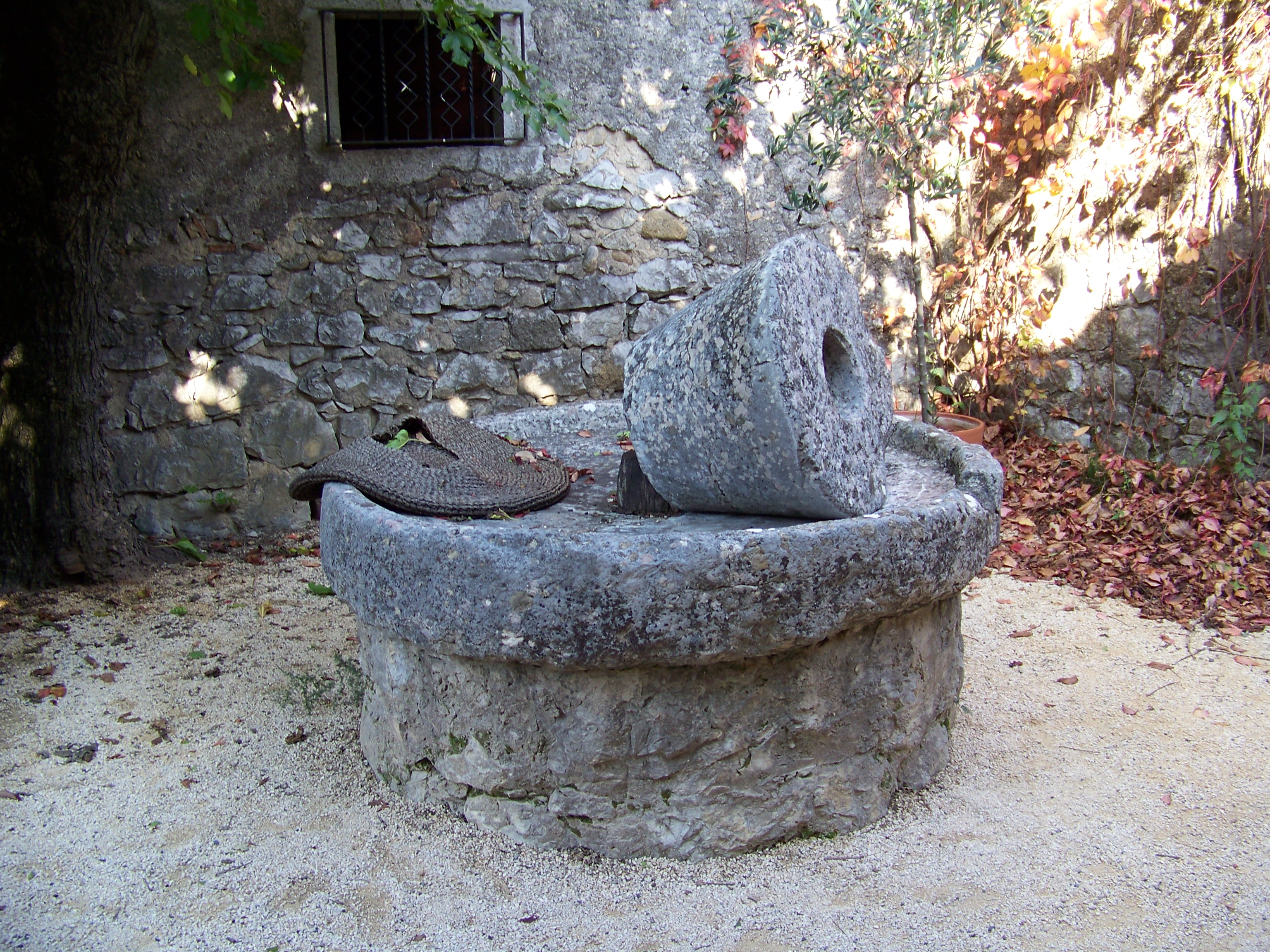
Moulin à huile.
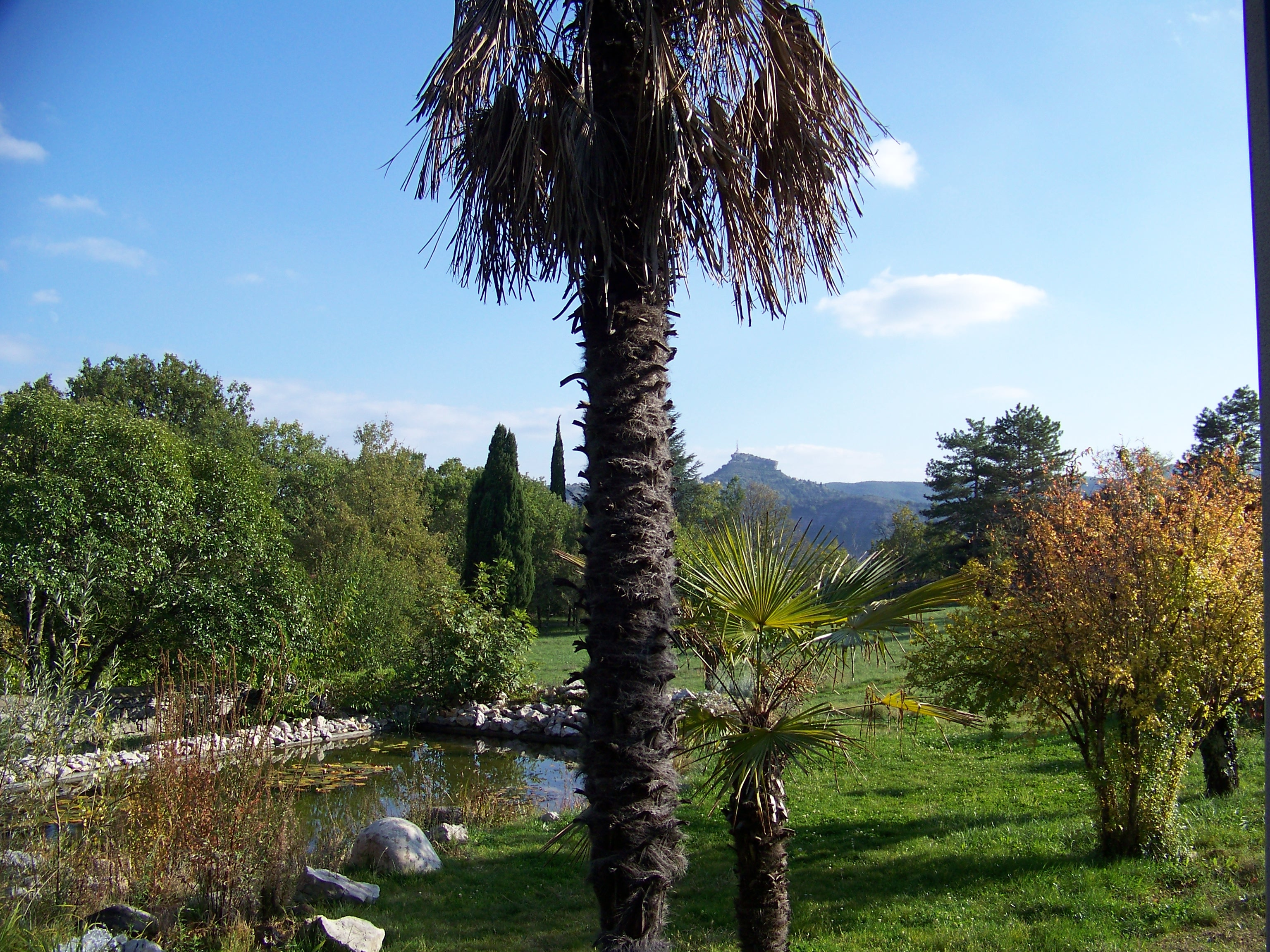
Vue sur Sampzon.
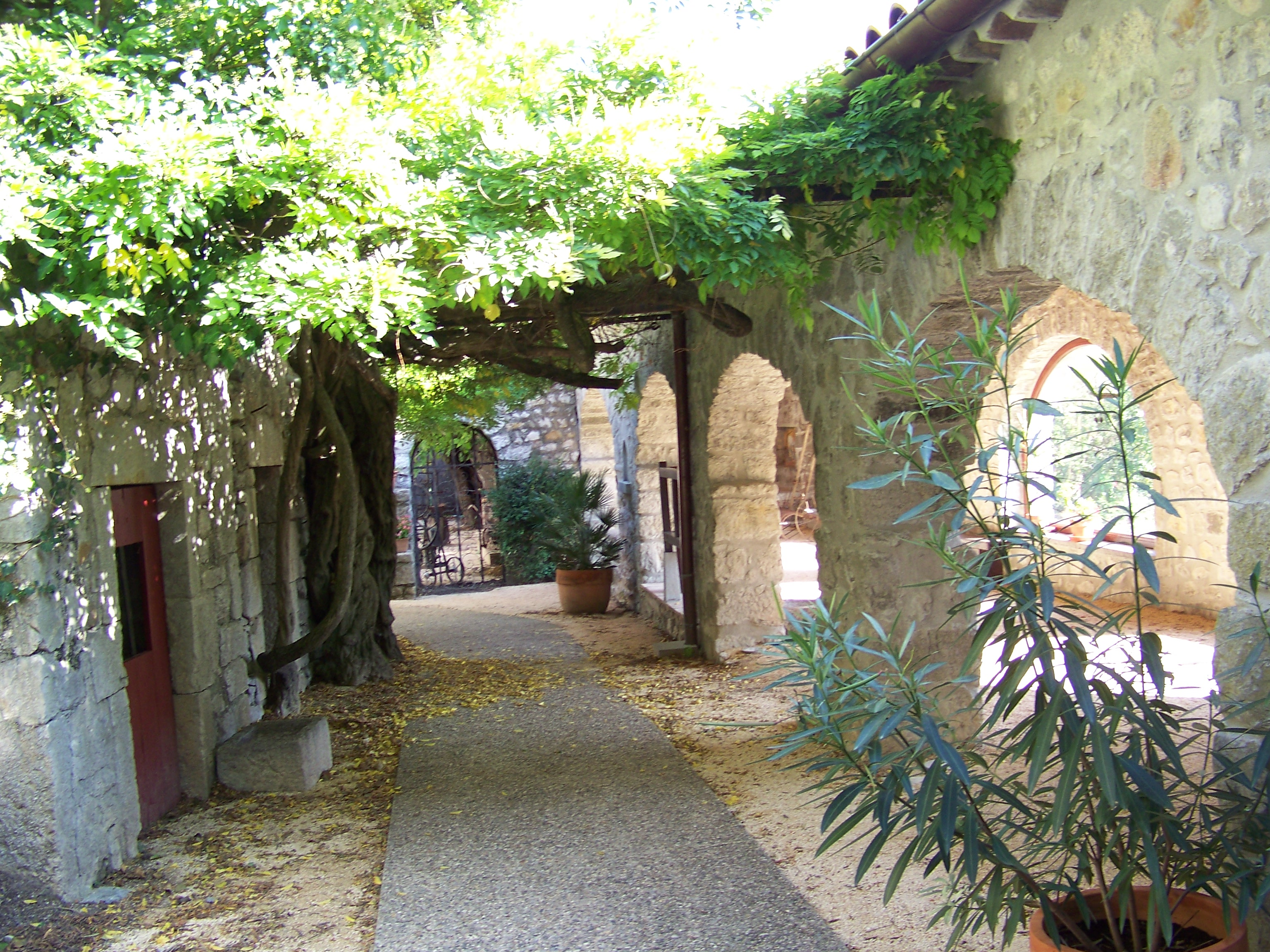
Allée.

## Décoration
- Chevalier de l'ordre du Mérite touristique, au titre de « directeur de la publication La Vie du Rail » (1963)[3]

## Œuvres
- 1977   Récits d'Islam Préface de Pierre Benoît de l'Académie française, avec 20 planches d'Henri Vincenot
- 1977   Dans l'attente du train Préface d'André Chamson
- 1977 : 100 chroniques de la fin d'un temps : 1968-1975  Préface de Pierre Gaxotte de l'Académie française
- 1976   L'arbre de Castille
- 1971   Voyage à travers l'Ardèche Album (tourisme)
- 1970 : Le Vivarais Album (Tourisme)
- 1966 : Les contes de ma mère le rail Préface de Louis Armand de l'Académie française, prix Chatrian. Avec 20 planches de Delarue-Nouvellières et 20 planches de Marti Bas
- 1962   Dieu habite Stockholm
- 1961   La pire des choses
- 1960   Je vivrai plus tard
- 1957 : Q.U.H. Avez-vous une femme à bord ?, nouvelles, préface d'André Chamson de l'Académie française, illustrations de Bernadette Sers, Éditions Les bergers et les mages, 1957.
- 1957 : Valentine  Prix Sully- Olivier de Serres. Dernier volet de la trilogie La Terre Vivaroise couronnée du Grand Prix Littéraire du Tourisme
- 1956   De la soie dans les veines Prix du Roman de la Pensée Française, Prix Paris-Lyon. Préface d'Yves Gandon, Président de l'associaion des Critiques littéraires
- 1955 : La Madrague Grand Prix du Roman de la Société des Gens de Lettres
- 1954   Véronique Alvernèse  Grand prix du Roman des Gens de Lettres de France
- 1950   Au service du métier  Essai
- 1948 : L'amour d'une ombre
- 1946   Ardesco  Prix du Conseil Général de l'Ardèche. Introduction de Gustave THIBON
- 1937   La force de propagande  Essai
- 1935   Le grand élan à la robe claire  Premier roman